# Papež Leon X.
Papež Leon X. (rojen kot Giovanni de' Medici), italijanski rimskokatoliški duhovnik, škof, kardinal in papež, * 11. december 1475, Firence, † 1. december 1521, Rim.

## Življenjepis

### Otroštvo
Giovanni de' Medici se je rodil v Florenci 11. decembra 1475 kot drugorojenec Lorenzu Veličastnemu in Clarici Orsinijevi. 
Pripovedujejo prilizovalci Medičejcev, a prenaša nam Paolo Giovio, da je gospa Clarice de' Medici, ko bi morala prinesti na svet Giovannija, sanjala, da bo rodila pri Santa Reparata leva nenavadne velikosti, a izredne krotkosti. Zelo verjetno pa je od vsega tega res le to, da je Lorenzo določil že od rojstva tega svojega drugega sina, ne bom rekel za duhovniško življenje, na katero so zaradi težkih dolžnosti tedaj malokateri mislili, ampak na prelatsko kariero. V meščanski in trgovski družini veličastnega Lovrenca, kot tudi v drugih družinah med ljudstvom, ni bila navada, da bi določili kakega sina za prelatovstvo. Donato, Filippo, Antonio de’ Medici, ki so se povzpeli do škofovskega dostojanstva, Pandolfo, Averardo, Luigi, Leonardo – kanoniki, so bili iz različnih rodovin in manj bogati z denarjem in oblastjo. Toda kakor so se Medičevci povzpenjali na družbeni lestvici, so hoteli slediti kneževskim družinam, ki so imele škofovski ali kardinalski klobuk v svojih vrstah, kot na primer Gonzaga, Estensi, monferratski grofje, Savojski, Gli Sforza… Tistemu, ki bi si ga izvolil, je bilo zagotovljeno najbogatejše in najčastnejše življenje, ki so mu ga zagotavljale številne cerkvene nadarbine. Ko se mu je torej v teh njegovih srednjih letih rodil drugi sinček, ne manj pomemben od prvorojenca, je bilo čisto naravno, da ga je določil za klerištvo. Otrok se je rodil v medičejski palači na Via Larga 11. decembra 1475 ob enih popoldne in bil krščen istega dne pri San Giovanniju; takrat so mu poleg imena Giovanni, ki je bilo ljubo rodovini in pogostno pri florentinskih krščencih, in Romolo, dali tudi ime Damaza, papeškega pesnika, ki se ga je Cerkev spominjala na ta dan; morebiti se je takrat prikradla v Lorenzovo glavo slutnja, da bo ta otročiček nekoč ogrnil papeški plašč in s tem utrjeval krščansko vero in latinsko omiko. 

Gotovo - čeprav od njega v marsičem različna – pa se je v tem strinjala z Lovrencom otrokova mati Klarica Orsinijeva, ki je v meščansko Florenco radevoljno prinesla gosposke navade svoje hiše. Orsinijeva rodovina je imela mnogo protonotarjev, škofov in kardinalov: Rinaldo, Klaricin brat, je bil florentinski nadškof; njegov nečak Battista kardinal; v slehernem konklavu so imeli Orsinijevi velik vpliv, čeprav so jim iz strahu pred njihovo častihlepnostjo redko zaupali tiaro. In Gospa Klarica, ki jo je gotovo težilo v novi družini pomanjkanje kateregakoli baronskega dostojanstva, se je lahko pečala z mislijo, da bo ona rodila prelata, morda škrlatnika, če ne celo prihodnjega papeža. 

K sreči pa mali Ivanček ni imel pameti po meri starševskega pričakovanja; kar se govori o njegovih zrelih mislih, besedah in dejanjih, po katerih naj bi nikoli ne bil otročiček, ni ničesar res. Redki navedki v medičejskih listinah ga ljubko opisujejo: »Ta otroka – piše stara mama Lucrezia gospodu Nikolaju Michelozziju 9. junija 1477 – je veselje gledati; sta, kot navadno, v tolažbo celi hiši, zlasti Ivanček, ki hoče hoditi sam in ne pusti, da bi ga kdo držal: vpije, skače, da vzbuja vsesplošno pozornost na svojo pomembnost.« 

Agnolo Poliziano, ki je želel priklicati nasmeh na ustnice Lorenca, ki so ga vznemirjale tesnobne in hude razmerove, mu je pripovedoval iz Pistoije 31. avgusta strašnega 1478. leta: »Giovanni se igra po cel dan s svojim konjičkom in osebjem okrog njega.« Dan poprej pa je pisala gospa Klarica, ki je tožila nad predolgo in malodane trmasto odsotnostjo svojega soproga, ter omenila ljubko pripombo domače zasebnosti, da bi ga nagnila k prihodu: »Ivanček se kar naprej zanima za kake novice o tebi in sprašuje: 'Quando verrà Loencio?' V nekem pismu male Lukrecije stari mami iz Cafaggiuola 7. julija 1479 pa spominček na otroško požrešnost: »Ivanček vas prosi za 'cukrčke' in pravi, da je bilo tistih, ki ste jih poslali, premalo.« In potem v enem pismu Lovrencu, ki ga je v Neaplju trlo tisoč skrbi, prijetno podobico: »Ivanček rad gre spat v posteljo pravočasno; in pravi: 'Ne bom buden skozi celo noč.' Je debel in svež.«

Kako leto pozneje, 12. maja 1485, deček še ne desetleten, ampak že gospod, papeški protonotar in opat teka, z »bratoma in bratrancem Giuliom cvili od veselega razpoloženja, se sreča z materjo, ki se je vrnila iz toplic Bagno a Morba. Objame jo okrog vratu »s takim veseljem in poljubljanjem in čaščenjem, da vam ne bi mogel tega opisati v stotih pismih«, piše dobri Matteo Franco. Tak se nam predstavlja torej z »dobrim videzom, ne z mnogimi barvami, pač pa zdrav in naraven«, kot ga je naslikal Ghirlandaio: s širokim obrazom, s spodnjo ustnico štrlečo naprej, polodprtimi usti, z malim ploščatim nosom, z dolgimi počesanimi lasmi – v tistem portretu v Cappella Sassetti pri Sveti Trojici. To je tudi edini, ki ga imamo iz njegovih prvih let. Obetaven fantiček torej, če ne lep; nravno pa fantiček ljubezniv in učljiv, ne trmoglav, ne nesramen, ne neubogljiv, kot je bil njegov brat Pierino. Torej »dober fantič, kakor so radi o njem govorili pred očetom. Na vidiku pa so se pri tem otroku začele kazati – čeprav ne neprijetno – prva znamenja prozaičnega obrata, skoraj prostaškega«, in nesorazmerne debelosti, ko bo odrastel. Tako se morda ne bi varal tisti, ki bi v teh namigih na požrešnost in lenobo otročička videl prvo razodevanje, ki ga vzgojitelji niso popravljali zaradi brezdelne in vesele mehkužnosti, kot se to po navadi dogaja, a ki jo bodo pozneje obžalovali v kardinalu in pontifiku, mostogradu. Seveda dobremu zdravniku te dobe ne morejo izmakniti spanje, lenoba, debelost, bledoličnost kot znamenja flegmatičnega značaja; takega temperamenta, ki ga ne bi radi priznali niti pri sebi niti pri svojih sinovih.
Čeprav je veljalo in drži še danes, da je mati otrokova prva vzgojiteljica, je vendar potrebno, da ji pri tem pomaga krepka očetova roka, ki je takorekoč nenadomestljiva. Tega pa zaradi izredno zapletenih tedanjih razmer ni bilo mogoče udejanjiti. Lorenzov oče je bil Piero Medičejski Protinasti, njegov ded pa Cosimo Medičejski Starejši. Lorenzo se je 1469 poročil s Clarice Orsini, Imela sta 9 otrok: 
1. Lucrezia di Lorenzo de' Medici, (1470–1553), poročena z Giacomom Salviatijem. Njuna hči Maria Salviati je bila mati od Cosima.
2. Piero di Lorenzo de' Medici (tudi Pierino; 1471–1503), je nasledil očeta.
3. dvojčke, rojena v marcu 1472
4. oba sta umrla po rojstvu.
5. Maddalena de' Medici, (1473–1528), por. Franceschetto Cybo (ali Cibo), sin Inocenca VIII..
6. Giovanni de' Medici, (1475–1521), kasnejši papež Leon X.
7. Luisa de' Medici, (1477–1488).
8. Contessina de' Medici, (1478–1515), poročena s Pierom Ridolfijem.
9. Giuliano di Lorenzo de' Medici, vojvoda Nemourski (1479–1516).
10. Lorenzo je posvojil tudi Giulia, nezakonskega sina svojega brata Giuliana, ki je kasneje postal papež Klemen VII.

V najnežnejših letih otroštva – kot je navada v Florenci – so otročička zaupali materi, ki je bila sitna ženska z domačimi in drugimi, kakor milostljiva gospa, ki se je vse predobro zavedala ponosa svoje rojstne hiše. V nasprotju s svojo izobrazbo in resničnim florentinskim življenjem se je pogosto razjezila in jezila druge. Bila pa je zvesta soprogu, ki je bil vanjo zaljubljen in so ga raztresale upravne skrbi, pisateljevanje in nedovoljene ljubezni. Bila je zelo rahločutno do svojih sinčkov, ki jih je vedno imela pri sebi; moža je vedno že po kratki odsotnosti sprejemala izredno ljubeznivo. V nežnosti je celo pretiravala, vsaj glede tega, kar se je nanašalo na učenje, čigar velikega pomena Klarica ni zmogla dojeti niti ni uspevala razumeti, kako potrebno je zanj, ki bo nekoč zasedel prvo mesto v Florenci; znanje mu bo dajalo prednost, da bo blestel na rimskem dvoru, na katerem je bila iz dneva v dan na zmagoslavnem pohodu renesansa. Tako je na primer prizanašala naravnemu odporu do učenja pri svojih otročičkih, da je celo oštevala tistega, ki je imal nalogo poučevanja, češ da obremenjuje še preveč nežno otroško pamet. Popolnoma drugače pa je ravnal Lorenzo; čeprav je ljubil svoje sinčke celo tako, da se je zaradi njih sprl z Macchiavellijevimi zaradi njihovih otroških iger, je hotel, da naj si prisvojijo tisto omiko in izobrazbo, brez katere – po njegovih besedah – celo najodličnejši in najplemenitejši ljudje umirjajo v negotovem pričakovanju slave. Cristoforo Landino je zato bil prepričan, da se je Lorenzo v tem izkazal za najboljšega in najmodrejšega očeta.

### Zgodnji cerkveni vzpon
Že v rani mladosti ga je poučeval Gregor Spoletski, pa tudi drugi najbolj vidni predstavniki renesančnega gibanja. 

Njegova cerkvena kariera se je začela že v otroštvu kot sad dogovora med njegovim očetom in papežem, kar je pomenilo spravo med pod prejšnjim papežem sovražnima stranema: medičejci in papeštvom. Sedemleten je 1. junija 1483 prejel prvo tonzuro; osemleten je prejel nižje redove ter postal protonotar, s čimer tudi lastnik številnih pomembnih toskanskih nadarbin: (Fabroni, Passignano,  Coltibuono, proštija Prato); druge beneficije je prejel od francoskih kraljev, s katerimi je gojil njegov oče dobre odnose (opatija Font-Douce), od neapeljskih vladarjev (opatija Monte Cassino), pa tudi od milanskega vojvoda; v opatijo Morimondo je 1487 pripeljal prenovljene cistercijane.
9. marca 1489 je postal kardinal in pectore. Njegovo imenovanje za kardinala je javno objavil v konzistoriju 26. marca 1492 Inocenc VIII. in takrat je nastopil tudi službo.

## Papež
11. marca 1513 je bil Giovanni de' Medici na konklavah izvoljen za papeža; 17. marca je prejel mašniško in škofovsko posvečenje in 19. marca je bil ustoličen kot papež.

### Peti lateranski koncil
Da bi preprečil morebitni razkol, je Julij II. 1512 sklical V. lateranski koncil, ki je imel za glavni namen onemogočiti delovanje Pisanskega koncilčka; pomenil pa je tudi poskus prenove Cerkve pred nastopom reformacije. Najprej so na njem izobčili udeležence in podpihovalce pisanskega koncilčka, ki se je končno sam razšel. Nato so koncilski očetje predlagali novo ureditev cerkvenega prava, zahteval je ponovno pogovore o zedinjenju z vzhodno Cerkvijo, izdal je nove uredbe o redovništvu, bogoslužju in rimski kuriji, škofom je naročal, najbolj skrbijo za svoje škofije in naj redno vizitirajo samostane, nastopil je proti kopičenju beneficijev in cerkvenih služb in spregovoril o pridigarski dejavnosti v Cerkvi. Cela vrsta zelo dobrih predlogov pa je ostala zgolj na papirju in tako koncil dejansko ni imel vpliva na življenje Cerkve. Julij in pa njegov naslednik Leon X. kot renesančna ljubitelja umetnosti in lagodnega življenja nista bila človeka, ki bi prenovo lahko izvedla; Leon je menil, da Cerkvi ne grozi razen turške nobena druga nevarnost. Pa je: na severu je istega leta, ko se je koncil končal, Luter začel namesto reforma svojo reformacijo, ki pa Cerkve ni obnovila, ampak jo je razbila; reformacijsko gibanje se je končno že od samega začetka tudi samo razklalo na več med seboj popolnoma neodvisnih gibanj, predvsem zaradi napačnega izhodišča "sola scriptura", po katerem lahko vsakdo sam razlaga sveto pismo ne glede na tradicijo in smernice cerkvenega vodstva.

### Papež Leon -humanist
Lev X. je bil čistokrvni Medičejec in polnokrvni renesanso živeči humanist; kot takšen je storil vse, kar je bilo možno, za povzdig svoje rodovine, književnosti in umetnosti. Po smrti očeta Lovrenca Veličastnega je postal on glava in možgani družine. On je pripeljal rodovino nazaj v Florenco, brata Giuliana (1453–1478) pa napravil za najuglednejšega vojvoda; želel mu je pridobiti tudi Neapeljsko kraljestvo. Po njegovi zgodnji smrti je posvetil vso skrb nečaku Lorenzu, ki ga je za ceno velikih žrtev uspel poročiti z nezakonsko hčerko francoskega kralja Magdaleno. Drugega nečaka, Giulia (1478–1534), poznejšega papeža Klemena VII., je imenoval za florentinskega nadškofa in kardinala. 

»Vse, kar se je kdaj zgodilo iz ljubezni do znanosti in književnosti, je povezano z imenom Leona X. Službe, nadarbine, cerkvena dostojanstva in svoj denar je obrnil na razpolago znanstvenikom.« Okrepil je Rimsko akademijo, ki jo je njegov bojeviti prednik Julij II. zanemaril. V Rim je poklical sto znanstvenikov, ter jih obilno preskrbel z dohodki in predavanji. V Rim je povabil znamenita helenista Janusa Laskarisa in Marka Musura, ki jima je zaupal vodstvo zavoda za učenje grščine, kamor so privabili učitelje iz Grčije. Za učenje hebrejščine, sirščine in aramejščine je povabil iz Padove učenega Tesea Ambrogia, ki je skupaj s Santesom Pagninom prevedel sveto pismo stare zaveze iz izvirne hebrejščine.

### Papeževživalski vrtinslon Hano
Za svoje kronanje je papež dobil kot ljubitelj živali, ki je imel tudi sam živalski vrt, izredno zanimivost – belega slona. Slon Hano je bil darilo portugalskega kralja Manuela I. (Manuele d'Aviz) za kronanje Leona X.. Tudi slončka so nasprotniki uporabili za širjenje "nove vere". 
Neverjetno: morda je vsa ta dogodivščina s slonom pomagala prižgati iskro protestantovske reformacije. Papež Lev X. je bil znan po tem, da ima precej čudaški papeški dvor, ki je med drugim vključeval redno odvijanje maškerade v Vatikanu, kar pa je nasledil že od svojih prednikov. Začetniški protestantovski reformatorji so se hudovali na papeža in na katoliško Cerkev; dejstvo pa, da je papež sedaj imel še posebnega ljubljenčka-slona iz Indije po imenu Hano, so gledali kot odličen kat'eksohen (v najvišji stopnji) dokaz za to, kako pokvarjeno je postalo papeštvo. Ravno leto dni po Hanovi smrti je Luter objavil svojih 95 tez. Neki zgodovinar piše, da je "Hano postavil osnovo za eno od prvih objavljenih kritik, ki so jih zoper papeštvo naslovili nemški Lutrovi privrženci." Današnji komentator glede tega meni: "To je taka neumnost, da bi jo človek komaj mogel verjeti!"
1997 je zgodovinar in arheolog Silvio Bedini napisal knjigo uspešnico z naslovom Papežev slon, ki se bere kot roman; v njej opisuje strastno vnemo papeža Leona X. nad slončkom, ki mu ga je podaril portugalski cesar: zgodba, ki se zdi roman; vendar je zelo malo sad domišljije, ampak izhaja nasprotno iz zahtevnih raziskav po arhivih Vatikana, Serenissime in Portugalske. Knjiga kaže slona Hana kot vsekakor zanimivo in privlačno žival, vendar ne tako pomembno, da bi bistveno vplivala na nastopajoči čas usodnega zgodovinskega gibanja reformacije, ki je vanj padla najbrž kot Pilat v kredo.

## Namesto reforme se je zgodila reformacija

### Gradnjacerkve sv. Petrainodpustki
Zelo razširjeno je mnenje, da je odpustek bil vzrok velikega cerkvenega razkola v 16. stoletju

To drži samo delno: ne toliko vzrok, kolikor veliko bolj pretveza za tisti cerkveni razkol, in za odpad toliko njenih udov, je bil takrat razpisani odpustek. Leon X. je nameraval dograditi sedanjo veliko cerkev sv. Petra v Rimu, ki so jo začeli graditi že njegovi predniki; zdelo se mu je primerno, da se matična hiša vseh vernikov po krasoti in umetelnosti odlikuje pred vsemi drugimi. Da bi zbral sredstva za plačilo velikanskih stroškov, je povabil vernike z bulo Sacrosancti Salvatoris et Redemptoris z dne 31. marca 1515, naj dajo prostovoljne prispevke v ta namen; da bi spodbudil vernike k večji dobrodelnosti in da bi dokazal hvaležnost Apostolskega sedeža za miloščino, je podelil odpustek, čigar oznanjevanje - kakor tudi zbiranje podarjenega denarja –, je zaupal redovnikom dominikancem. To ni bila le zahtevna, ampak tudi častna naloga. Morebiti so posamezni pridigarji zadevo predstavili enostransko, češ da je za pridobitev odpustka glavni pogoj denar, dobra dela in prejem svetih zakramentov pa da so nekaj postranskega. Vse to bi minilo najbrž neopazno in brez hujših posledic, če ne bi postal avguštinski red nad prednostjo dominikancev ljubosumen in če se ne bi Luter, ki je bil avguštinski menih, vzdignil spočetka zoper morebitno zlorabo odpustkov, pozneje zoper cerkveni nauk o odpustkih, na koncu pa zoper samega papeža in zakramente. To je bil znak za izbruh razkola, ki obstaja še sedaj, ki pa končno nima svojega vzroka le v prepiru zavoljo odpustkov, ampak tudi v neveri in pokvarjenosti mnogih katoliških kristjanov, ki so v teh prepirih našli dobrodošlo pretvezo, da se uprejo Cerkvi in se prepustijo razbrzdanosti. 

Ko je Giovanni Medici postal papež s komaj 37 leti 9. marca 1513, je baje dejal svojemu nečaku Giulianu: “Ker nam je Bog naklonil papeštvo, ga uživajmo!”. Čeprav teh besed ne bi bil izrekel, dobro označujejo njegovo usmerjenost, ki nikakor ni bila asketska skromnost. Albert Brandenburški mu je ostal dolžan 10.000 zlatnikov, ko je postal nadškof v Mainzu. V zvezi z omenjeno bulo mu je papež dovolil skozi dobo osmih let pobirati prispevke za novo baziliko sv. Petra v Rimu in pridigati odpustek.
Polovico denarja je smel nadškof porabiti za poravnavo svojih dolgov, polovico pa ga je moral poslati v Rim. Iz zgoraj omenjenih razlogov so bili avguštinci in dominikanci na bojni nogi, in zato ni nič čudnega, da je Lutra in njegov red ta privilegij dražil. 

Da je Luter nabil svojih 95 latinsko sestavljenih tez na vrata grajske cerkve v Wittembergu, je legenda. Jasno je, da bi jih v želji razširitve napisal v nemščini. Res pa je, da jih je 31. oktobra 1517 poslal svojemu škofu in Albrehtu Brandenburškemu v premislek in šele čez 14 dni pokazal nekaterim svojim prijateljem; ko pa jih je Lutrov prijatelj prevedel v nemščino in dal tiskat, je bil sam avtor začuden nad njihovim uspehom in je v tem smislu tudi pisal papežu, češ da to ni nauk, ampak le predpostavke za premislek in razpravo. Velik vpliv so imeli Lutrovi stavki ne zaradi teoloških razmišljanj in novotarij, ki jih ljudstvo ni kaj prida razumelo, ampak zaradi brenkanja na struno nemškega nacionalizma in že ukoreninjenega sovraštva do razkošno živečega renesančnega papeškega dvora: »Mi Nemci ne moremo obiskati cerkve sv. Petra. Bolje bi bilo, da je ne bi gradili, kot da propadajo naše cerkve.« ali: »Zakaj ne gradi papež, ki je bogatejši od Kreza, cerkve sv. Petra s svojim denarjem, namesto da ga izžema od revnih nemških kristjanov?« 

Tetzel je prvi spoznal začetke herezije v Lutrovih tezah in sestavil 106 protitez; po njegovi razpravi je z Lutrom diskutiral tudi Eck, ki mu je postalo jasno, da je Luter sedaj že postavil pod vprašaj celoten ustroj Cerkve in da je prešel v neposreden napad nanjo. Luter je namreč tedaj menil, da je še znotraj Cerkve.

### Izbruhreformacije
Papež Leon si je prizadeval pomiriti med seboj vedno sprte evropske krščanske vladarje, da bi skupno nastopili zoper uspešno prodirajočega sovražnika, muslimanske Turke. Ne le, da se mu to ni posrečilo – zgodila se je marveč reformacija, ki je izbruhnila nenadoma kot vulkan, se hitro razširila in razbila do tedaj enotno krščanstvo – a se tudi sama razcepila že takoj od začetka na več neodvisnih in med seboj si nasprotujočih gibanj. 
Ta nevaren vihar je završal v Nemčiji, a povzročil ga je neuravnovešen avguštinski menih - Luter. Kljub nadčloveškim prizadevanjem ni mogel najti notranjega miru; živel je v stalnem strahu, da bo pogubljen; zato se je spovedoval vsak dan, včasih po šest ur, tako da je že njegovemu spovedniku začelo presedati in ga je zaman skušal pomiriti.  Ta pretirano pobožni in škrupulizni redovnik je potoval 1510 v Rim, da bi uredil neke zadeve v zvezi z avguštinskim redom - šlo je za neke notranje razlike. Ko se je vrnil domov, je dejal, da bi bil "pripravljen umoriti vsakogar, ki bi si drznil le z besedo zatajiti pokorščino do papeža". Kmalu po tem pa je bil že čisto drugačnih misli: 31. oktobra 1517 je objavil v latinščini svojih 95 tez, od katerih so nekatere nasprotovale tradicionalnemu krščanskemu nauku. Zato so ga ovadili v Rim in papež, ki je opazil nevarnost za pravoverje, je naročil njegovemu redovnemu predstojniku, naj ga utiša. 
Luter je 10. maja 1518 napisal Svetemu sedežu ponižno pismo, v katerem svoje učenje razlaga in brani. Papež ga je poklical na zagovor v Rim, ker ga je cesar Maksimilijan opozoril na nastajajoči verski vihar. Na prošnjo Lutrovega zaščitnika, kneza Friderika Saškega, se je papež sprijaznil z odločitvijo, da bodo Lutra zaslišali kar v Nemčiji. Luter se je tako pojavil pred kardinalom Kajetanom in izjavil celo, da "želi videti, kot da se ni zgodilo, kar je doslej zoper Rimsko Cerkev rekel, napisal ali storil." 
10. novembra 1518 je papež objavil bulo, v kateri razlaga cerkveni nauk o odpustkih, da bi Lutra vrnil k cerkveni edinosti; na Eckovo nagovarjanje pa je 15. junija 1520 z bulo Exsurge Domine obsodil 41 Lutrovih stavkov in mu zagrozil z izobčenjem, če jih v roku 60 dni ne bo preklical. Luter je bil opogumljen po mogočnih zaščitnikih in je bulo 10. decembra – med zmerjanjem papeža – javno sežgal v Wittembergu. Zato ga je papež 3. januarja 1521 stvarno izobčil iz Cerkve. S tem se je začela verska in s politiko pomešana prekucija, ki jo imenujemo reformacija.

Holzer pravi glede tega: 
| Die Kirche vor der Reformation | Cerkev pred reformacijo |
| --- | --- |
| Die Reformation, "die gröβte Katastrophe für die Kirche seit ihrem Bestehen" (Lortz), hatte ihren Anfang genommen. Die Reformation war jedoch nicht die Tat eines einhzelnem Mannes, sondern ein langer Prozeβ, den schon Joachim von Fiore eingeleitet hatte, der von Philipp IV., Wilhelm von Ockham, Marsilius von Padua, den Katharern, Waldensern, von Wiclif und Hus vorangetrieben wurde und bis zu Luther führte, der durch persönliche Probleme veranlaβt, zum Funken wurde und ein schon lange bereitstehendes Pulverfaβ zur Explosion brachte. | S tem se je začela »za Cerkev največja nesreča vse od njenega začetka,«, kot je reformacijo označil Lortz. Vendar reformacija ni bila delo enega samega človeka, ampak daljše dogajanje, ki ga je vpeljal že Joahim Florski , ga nadaljevali Filip Lepi, Viljem Okamski, Marsilij Padovanski, katari, valdežani, Wiclif in Hus in je pripeljalo vse do Lutra, ki so ga vodili osebni problemi, da je postal iskra, ki je povzročila, da je že dolgo pripravljeni sod smodnika eksplodiral. |

Res je sicer, da je med verniki že skozi desetletja odmeval klic po obnovi Cerkve in capite et in membris. To je poskusil udejanjiti – seveda neuspešno – tudi Peti lateranski koncil. Ko pa se je reformacija začela, so se »duhovnim« nagibom kaj kmalu primešali čisto »posvetni«, ki so pripeljali do krvavih dolgoletnih verskih vojn. Papež Leon je še pred svojo smrtjo brezuspešno poskušal pomiriti med seboj se vojskujoče evropske vladarje in poslal ogrskemu kralju kot pomoč trideset tisoč zlatnikov; obenem pa se je tudi sam zapletel v vojno s francoskim kraljem Francem; s pomočjo Karla V. je Francoze izgnal iz Milana. Ti spori so bili kot voda na mlin osvajalskim osmanskim težnjam, ki so 1521 zasedli Beograd, 1526 pa v bitki pri Mohaču porazili ogrsko kraljestvo, ki je v tem boju na življenje in smrt bilo prepuščeno samo sebi. 
Reformacija se je iz Nemčije bliskovito širila na sever in vzhod, iz Švice pa na jug in vzhod, tudi na Ogrsko in Poljsko. Najmočnejši razširjevalec ni bila gorečnost pridigarjev niti hrepenenje ljudstev, kot skušajo to večkrat prikazati; glavni razlog je bil odvzem cerkvene zemlje, trinoštvo zemeljskih gospodov in radovednost po novotarijah. Katoličane in zlasti škofe so začeli preganjati, in mnogi so končali življenje v ječi ali na morišču, med drugim tudi na Švedskem, kjer je luteranstvo postalo državna vera. »To je bila taka reformacija« - pravi protestant Leon – »ki je ustrezala skoraj izključno čutnim zadovoljstvom in kraljevemu pomanjkanju denarja: cerkveno in samostansko zemljo si je prisvojil in podelil z velikaši, da bi se seveda sam gmotno najbolj opomogel.«

## Dela
- »Documenta Catholica Omnia« (v latinščini). Pridobljeno 6. decembra 2011.

### Bule
Med Petim lateranskim koncilom  je papež objavil naslednje bule:
- Apostolici Regiminis z dne 19. Decembra 1513 o neumrljivosti duše  zoper modroslovske teorije averoizma) in o tem, da so modroslovne resnice podrejene bogoslovnim;
- Supernae dispositionis z dne 5. maja 1514 je objavljena kot odlok o prenovi Rimske kurije; določa položaj kardinalov takoj za papežem;
- Regimini Universalis Ecclesiae z dne 4. maja 1515; zadeva odpravo nekaterih v Cerkvi prisotnih zlorab in torej prispeva k obnovi in capite et membris;
- Inter Sollicitudines (4. maj 1515): se nanaša na predhodno cenzuro knjig z versko vsebino, katerih tiskanje mora potrditi Cerkev. Kdor bi tiskal nepotrjene verske knjige bi zapadel kazni izobčenja, javnemu sežigu tiskanih knjig, kazni stotih zlatnikov in prepovedi tiskanja za eno leto. Kdor bi neodobreno tiskanje ponovil, bi zapadel še hujšim kaznim [42] [43].
- Inter Multiplices (4. maj 1515): podpira ustanavljanje Monti di pietà (dobrodelnih družb) z namenom, da bi pomagale na najprimernejši način najpotrebnejšim revežem;
- Supremae Maiestatis z dne 19. decembra 1516; ureja nove določbe glede pridiganja klerikov;
- Dum Intra Mentis prav tako z dne 19. decembra 1516, se nanaša na redovnike in njihove predpravice.

- Z bulo Sacrosancti Salvatoris et Redemptoris z dne 31. marca 1515 je papež Leon podelil vernikom, ki darujejo vbogajme za gradnjo cerkve sv. Petra v Rimu, poseben odpustek.
- Z bulo izdano med 1516–1517 je Leon X. potrdil "Compagnia del Divino Amore"("Družbo Božje ljubezni"); [44]
- Exsurge Domine z dne 15. junija 1520; v njej je obsodil 41 stavkov iz Lutrovih spisov z grožnjo izobčenja, če jih ne bo preklical;
- Decet Romanum Pontificem z dne 3. januarja 1521; z njo je Lutra zaradi trdovratnosti v njegovih obsojenih trditvah stvarno izobčil.

### Konzistoriji
Papež Leon je večkrat imenoval nove kardinale. Najbolj številno je bilo imenovanje kar 31 kardinalov 1. julija 1517, po neuspeli zaroti zoper njega, ko se ni mogel več zanesti na dosedanje sodelavce. 

#### 23. september 1513 (I)
1. (1) Lorenzo Pucci, škof v Melfi-ju († 16. septembra 1531).
2. (2) Giulio de' Medici, papežev nečak, nadškof v Florenci. [45].
3. (3) Bernardo Dovizi da Bibbiena, zakladničar († 9. novembra 1520).
4. (4) Innocenzo Cibo, papežev nečak, protonatar († 14. aprila 1550).
5. (5?) Pietro Quirini OSBCam [46].

#### 10. september 1515 (II)
1. (5) Thomas Wolsey, nadškof York-a, Anglija († 29.novembra 1530).

#### 14. december 1515 (III)
1. (6) Adrian Gouffier de Boissy, škof v Coutances, Francija († 24. julija 1523).

#### 1. april 1517 (IV)
1. (7) Antoine Bohier Du Prat OSB, nadškof v Bourges-u, Francija († 27. novembra 1519).
2. (8) Guillaume III de Croy, škof v Cambrai, Francija († 6. januarja 1521).

#### 1. julij 1517 (V)
1. (9) Francesco Conti, izborni škof v Conzi († 29. junij 1521).
2. (10) Giovanni Piccolomini, nadškof v Sieni († 21. november 1537).
3. (11) Giovanni Domenico De Cupis, izborni škof v Trani-ju († 10. december 1553).
4. (12) Niccolò Pandolfini, škof v Pistoji († 17. september 1518).
5. (13) Raffaele Petrucci, škof v Grossetu († 11. december 1522).
6. (14) Andrea Della Valle, škof v Miletu († 4. avgust 1534).
7. (15) Bonifacio Ferrero, škof v Ivreji († 2. januar 1543).
8. (16) Giovanni Battista Pallavicino, škof v Cavaillon-u, Francija († 13. avgust 1524).
9. (17) Scaramuccia Trivulzio, škof v Comu († 3. avgust 1527).
10. (18) Pompeo Colonna, škof v Rieti-ju († 28. Junij 1532).
11. (19) Domenico Giacobazzi, škof v Nocera dei Pagani († 1528).
12. (20) Louis II de Bourbon de Vendôme, škof v Laon-u, Francija († 13. marec 1557).
13. (21) Lorenzo Campeggio, izborni škof v Feltre († 19. julij 1539).
14. (22) Ferdinando Ponzetti, škof v Molfetti († 9. september 1527).
15. (23) Luigi de' Rossi, papežev nečak, apostolski protonotar († 20. avgust 1519).
16. (24) Silvio Passerini, apostolski protonotar, beležnik papeža, upravnik Cortone († 20. april 1529).
17. (25) Francesco Armellini de' Medici, apostolski protonotar in klerik apostolskega zbora († oktober 1527).
18. (26) Adriaan Florenszoon Dedel, škof v Tortosi, upravnik v Castille in Leon-a za kralja Karla I. Španskega. [47] († 14. september 1523).
19. (27) Tommaso Vio, OP, vrhovni predstojnik dominikancev († 10. avgust 1534).
20. (28) Egidio di Viterbo, OESA, vrhovni predstojnik avguštincev († 12. november 1532).
21. (29) Cristoforo Numai, OFMObs, vrhovni predstojnik minoritov († 23. Marec 1528).
22. (30) Guillén-Ramón de Vich y de Vallterra, apostolski protonotar († 27. julij 1525).
23. (31) Franciotto Orsini, rimski klerik († 10. januar 1534).
24. (32) Paolo Emilio Cesi, apostolski protonotar († 5. avgust 1537).
25. (33) Alessandro Cesarini, senior, apostolski protonotar († 13. februar 1542).
26. (34) Giovanni Salviati, apostolski protonotar († 28. oktober 1553).
27. (35) Niccolò Ridolfi, apostolski protonotar († 31. Januar 1550).
28. (36) Ercole Rangone, apostolski protonotar († 25. avugust 1527).
29. (37) Agostino Trivulzio, apostolski protonotar († 30. marec 1548).
30. (38) Francesco Pisani, apostolski protonotar († 28. junij 1570).
31. (39) Afonz Portugalski, četrti sin kralja Manuela Portugalskega, apostolski protonotar († 16. april 1540).

To je bil največji konzistorij za imenovanje kardinalov do konzistorija papeža Pija XII. 18. februarja 1946, v katerem je imenoval 32 kardinalov. V svojem tretjem konzistoriju je 28. aprila 1969 papež Pavel VI. imenoval 34 kardinalov. Končno je sveti papež Janez Pavel II. imenoval 42 kardinalov v konzistoriju 21. februarja 2001. 

#### 24. marec 1518 (VI)
1. (40) Albrecht von Brandenburg, nadškof v Magdeburg-u in Mainz-u († 24. september 1545).

#### 28. maj 1518 (VII)
1. (41) Jean de Lorraine, škof v Metz-u, Francija († 10. maj 1550).

#### 9. avgust 1520 (VIII)
1. (42) Eberhard von der Mark, škof v Chartres-u, Francija († 27. februar 1538). [48]

## Smrt in spomin

### Smrt in pogreb
1. decembra 1521 je papežu nenadoma postalo slabo in je umrl. 
Pokopali so ga v baziliki Santa Maria sopra Minerva. Ker je nenadoma in nepričakovano umrl star komaj 46 let, je to povzročilo govorice v zvezi z zastrupljenjem; za nekaj časa so celo zaprli njegovega dvornega točaja; dognali pa niso nič gotovega.

### Ocena
Na veliko veselje rimskega ljudstva je bil 9. marca 1513 izvoljen za papeža Leva X. Giovanni Lorenzo de' Medici. Ob sklicevanju na prejšnji vladavini Aleksandra VI. in Julija II., ki ju je zasenčilo vladanje Leva X., bančnik Chigi drzno ugotavlja: »Čas Venere je minil, odšel je tudi čas Marsa, in zdaj je prišel čas Minerve.« Leon X. se je izkazal manj uspešnega v politiki; vsekakor se ga bolj spominjajo kot podpornika umetnosti in književnosti, glasbe in študija. On je bil najbolj učen človek, kar jih je nosilo papeško tiaro do njegovega časa in še dolgo za tem.
Zgodovinarji priznavajo - čeprav mu nekateri danes podtikajo hotnštvo -, da je papež Leon živel nravno neoporečno. Zamerijo pa mu, da se je predolgo obotavljal z Lutrovo obsodbo in izobčenjem. Kazno je, da ni dojel daljnosežnosti in nevarnosti tega gibanja, kakor tudi njegovih najglobljih vzrokov; bil je namreč vse preveč zapleten v politične spore in delovanje. Ne more se izogniti očitku, da je bil on kot medičejski papež vse preveč vdan posvetnim zadovoljstvom kot so igra, gledališče, lov in umetnost, tako da je prave naloge svoje službe izgubljal iz vida. Pripomniti je treba k temu, da sodobniki ne govorijo o njem kot papežu in duhovnem gospodarju, ampak kot o vladarju, knezu, politiku in podporniku umetnosti. Tizio - sicer zvest katoličan -  pravi glede tega:
»Mnogi so bili mnenja, da se slabo piše Cerkvi, ko se njen poglavar veseli igre, glasbe, lova in norčij, namesto da bi mislil na stisko črede in objokoval njeno nesrečo.« 

#### Paskvinovo "prijazno" slovo
V tistem času je bil papež ne le cerkveni, ampak resnično tudi državni poglavar – ki je moral skrbeti ne le za duhovne potrebe krščanskega ljudstva, ampak tudi za čisto "zemeljske zadeve" - kot je na primer oskrba s hrano, obramba dežele, pa tudi kulturno-verski razvoj in napredek; to je predstavljalo seveda velike finančne izdatke zlasti pri takratni gradnji in opremi veličastne Bazilike sv. Petra. Očitali so mu v zvezi s tem, da je za pridobivanje potrebnega denarja „prodajal odpustke“ – čeprav verjetno to ni bila prodaja v pravem smislu, saj se v bistvu cerkveni nauk o odpustkih - kljub nekaterim prilagoditvam - skozi zgodovino bistveno ni spremenil: za določeno dobro duhovno (molitev, post) ali telesno delo (=miloščina; med to je spadala tudi gradnja mostov, cerkva in bolnišnic) je bilo mogoče dobiti določen odpustek ne od grehov, ampak za „skrajšanja muk v vicah ali drugih zemeljskih nesreč, ki bi jih za grehe zaslužili“; danes je bolj poudarjen duhovni vidik.
Verjetno je bilo to „avtomatsko kupovanje nebes“ – ki ga ne najdemo v nobenem cerkvenem dokumentu - bolj sad protestantske propagande, ki je tako ali tako zametavala potrebo dobrih del, pri ljudstvu pa je nedvomno najbolj „vžgala“. Rimski govoreči kip Paskvin je v zvezi s tem skrajnje porogljivo in neusmiljeno „vedel“ pri Leonovi nenadni smrti tudi za vzrok, zaradi katerega ni mogel prejeti zakramentov za umirajoče: 
| Li avea venduti!                                                                                  | Jih je prodal! |
| ------------------------------------------------------------------------------------------------- | --- |
| "Gli ultimi istanti per Leon venuti, egli non poté avere i sacramenti. Perdio, li avea venduti!". | "Za Leona so prišli zadnji trenutki, A ni mogel prejeti svetih zakramentov. zaman jih je iskal – saj jih je prodal!" |

## Rodovnik Medičejcev

### začetek rodu
```
Averardo (imenovan Bicci) † 1363
│
├─ Francesco
│ │
│ └─ Averardo (1373–1434)
│ 
│
└─ 
 Giovanni di Bicci
 (1360–1429)
    │
    ├─ 
Cosimo Starejši
  (1389–1464) začetnik starejše veje rodu Medičejcev
    │
    └─ Lorenzo Starejši  (1394–1440) začetnik mlajše veje rodu Medičejcev
```

### starejša veja rodu Medičejcev
```
Cosimo de' Medici Starejši
 (1389–1464), gospod v Firencah, poročen Contessina de' Bardi
│
├─Giovanni de' Medici (1421–1463), poročen Ginevra degli Alessandri
│
├─Carlo de' Medici (1428/30–1492), nezakonski, prelat
│
└─
Piero de' Medici Protinasti
 (1416–1469), gospod v Firencah, poročen Lucrezia Tornabuoni
    │
    ├─Maria de' Medici (1445–1472), poročena Leonetto de' Rossi
    │
    ├─Bianca de' Medici (1445–1488), poročena Guglielmo de' Pazzi
    │
    ├─Nannina de' Medici (1448–1493), poročena Bernardo Rucellai
    │
    ├─Giovanni, nezakonski
    │
    ├─Giuliano de' Medici (1453–1478) partnerica Simonetta Vespucci
    │ │
    │ └─Giulio de' Medici) (1478–1534), papež 
Klemen VII.

    │   │
    │   └─Alessandro de' Medici, vojvoda Florentinski (1511–1537), poročen Margherita d'Austria
    │          │
    │          ├─Giulio de' Medici (ok. 1533–1600), nezakonski, poročen Angelica Malaspina
    │
    └─
Lorenzo de' Medici Veličastni
 (1449–1492), gospod v Firencah, poročen Clarice Orsini
        │
        ├─Lucrezia de' Medici (1470–1550), poročena Jacopo Salviati
        │ │
        │ ├─Maria Salviati (1499–1543), poročena 
Giovanni dalle Bande Nere
 (pravnuk Lorenza 
        │ │ starejšega, začetnika mlajše veje rodu Medičejcev; Cosimo I. de' Medici je njun sin)
        │ │
        │ └─Francesca Salviati, poročena Ottaviano de' Medici
        │    │
        │    └─Alessandro de' Medici (1535–1605), 
papež Leon XI.
 (umrl slab mesec po imenovanju)
        │
        ├─ Piero de' Medici Nesrečni (1472–1503), gospod v Firencah, poročen Alfonsina Orsini
        │ │
        │ ├─
Lorenzo II. de' Medici
 (1492–1519), vojvoda Urbinski, poročen Madeleine de la Tour 
        │ │                                                                        d'Auvergne
        │ │ └─
Caterina de' Medici
 (1519–1589), kraljica Francije, poročena
        │ │                                                            
Henrik II Francoski

        │ │
        │ └─Clarice de' Medici (1493–1528), poročena Filippo Strozzi
        │
        ├─Maddalena de' Medici (1473–1528), poročena Franceschetto Cybo (sin papeža 
        │                                                                    Innocenca VIII.)
        ├─ Giovanni de' Medici, (1475–1521), papež 
Leon X.

        │
        ├─Luisa de' Medici (1477–1488)
        │
        ├─Contessina de' Medici (1478–1515), poročena Piero Ridolfi
        │
        └─Giuliano de' Medici (1479–1516), vojvoda Nemourski, poročen Filiberta di Savoia
            │
            └─Ippolito de' Medici (1511–1535), nezakonski, kardinal
```

### mlajša veja rodu Medičejcev, nadvojvode Toskanski
```
Lorenzo Starejši (1395–1464), poročen Ginevra Cavalcanti 
  │
  └─Pierfrancesco Starejši (1430–1476), poročen Laudomia Acciaiuoli
    │
    ├─Lorenzo il Popolano (1463–1503) poročen Semiramide Appiano d'Aragona
    │
    └─Giovanni il Popolano (1467–1498) poročen Caterina Sforza
       │
       └─
Giovanni dalle Bande Nere
 (1498–1526), pročen Maria Salviati (vnukinja Lorenza 
          │            Veličastnega; združitev starejše in mlajše veje rodu Medičejcev)
          │            
          └─
Cosimo I. de' Medici
 (1519–1574), nadvojvoda Toskanski, poročen Eleonora di Toledo,
             │                                                  in kasneje Camilla Martelli
             ├─Bia de' Medici (1537–1542)
             │
             ├─Maria de' Medici (1540–1557)
             │
             ├─Francesco I. de' Medici (1541–1587), nadvojvoda Toskanski, poročen Giovanna 
             │ │                                      d'Austria in kasneje Bianca Cappello
             │ │
             │ ├─Eleonora de' Medici (1567–1611), poročena Vincenzo I Gonzaga
             │ │
             │ ├─Anna de' Medici (1569–1584)
             │ │
             │ ├─Lucrezia de' Medici (1572–1574) 
             │ │
             │ ├─
Maria de' Medici
 (1573–1642), kraljica Francije, poročena
             │ │                                               
Henrik IV. Francoski

             │ │
             │ ├─Filippo de' Medici (1577–1582)
             │ │
             │ └─Don Antonio de' Medici (1576–1621), poročen Artemisia Tozzi 
             │
             ├─ Isabella de' Medici (1542–1576)
             │
             ├─ Giovanni de' Medici]] (1543–1562), kardinal
             │
             ├─ Lucrezia de' Medici (1545–1562), poročena Alfonso II d'Este
             │
             ├─ Pietro (Pedricco) de' Medici (1546–1547)
             │
             ├─ Garzia de' Medici (1547–1562)
             │ 
             ├─ Don Pietro de' Medici (1554–1604) poročen Leonora Álvarez de Toledo
             │                                                in Beatriz de Menezes
             ├─ Don Giovanni de' Medici (1563–1621), poročen Livia Vernazza
             │
             ├─ Virginia de' Medici (1568–1615), poročena Cesare d'Este
             │
             └─
Ferdinando I. de' Medici
 (1549–1609), veliki kardinal, nadvojvoda Toskanski, 
                │                                                  poročen Cristina di Lorena
                │
                ├─ Eleonora de' Medici (1591–1617))
                │
                ├─Caterina di Ferdinando de' Medici (1593–1629), poročena Ferdinando I Gonzaga
                │
                ├─Francesco di Ferdinando de' Medici (1594–1614)
                │
                ├─Carlo de' Medici (1596–1666), kardinal
                │
                ├─Filippino de' Medici (1598–1602)
                │
                ├─Don Lorenzo de' Medici (1599–1648)
                │
                ├─Maria Maddalena de' Medici (1600–1633)
                │
                ├─Claudia de' Medici (1604–1648), poročena Federico Ubaldo I. della Rovere 
                │                                      in nadvojvoda Leopoldo V. d'Austria
                │
                └─Cosimo II. de' Medici (1590–1621), nadvojvoda Toskanski poročen Maria 
                   │                                                Maddalena d'Austria
                   ├─Maria Cristina de' Medici (1609–1632) 
                   │
                   ├─Giovan Carlo de' Medici (1611–1663), kardinal
                   │
                   ├─Margherita de' Medici (1612–1679), poročena Odoardo I. Farnese
                   │
                   ├─Mattias de' Medici (1613–1667)
                   │
                   ├─Francesco di Cosimo de' Medici (1614–1634) 
                   │
                   ├─Anna de' Medici (1616–1676), poroč. nadvojvoda Ferdinando Carlo d'Austria
                   │
                   ├─Leopoldo de' Medici (1617–1675), kardinal
                   │
                   └─Ferdinando II. de' Medici (1610–1670), nadvojvoda Toskanski, poročen 
                      │                                             Vittoria della Rovere
                      │
                      ├─Francesco Maria de' Medici (1660–1711), veliki kardinal
                      │
                      └─Cosimo III. de' Medici (1642–1723), nadvojvoda Toskanski, poročen 
                         │                                     Margherita Luisa d'Orléans
                         │
                         ├─knez Ferdinando de' Medici (1663–1713), poročen Violante Beatrice
                         │                                                        di Baviera
                         │
                         ├─Gian Gastone de' Medici (1671–1737), nadvojvoda Toskanski poročen 
                         │                        Anna Maria Francesca di Sassonia-Lauenburg
                         │
                         └─Anna Maria Luisa de' Medici (1667–1743), por.Johann Wilhelm von
                                                                               Düsseldorf
```

## Slikovna zbirka
- Girolamo Macchietti: Lorenzo de' Medici 16. stoletje olje na platno, Museo Mediceo, Florenca
- Ghirlandaio: Clarice Orsini de' Medici – Lorenzova žena
- Ghirlandaio: Cappella Sassetti - Potrditev pravil Sv. Frančiška
- Lorenzo de' Medici s svojimi sinovi v Cappella Sassetti v Florenci
- Ghirlandaio: Sinovi Lorenza Veličastnega z vzgojitelji